# Elkotu
Elkotu ist ein osttimoresischer Ort im Suco Bandudato (Verwaltungsamt Aileu, Gemeinde Aileu).

## Geographie und Einrichtungen
Elkotu befindet sich im Süden der Aldeia Daílor. Einige Häuser stehen auch auf der gegenüberliegenden Seite der Überlandstraße von Aileu nach Maubisse in der Aldeia Denhuni (Suco Lahae). Östlich liegt das Dorf Erluly-Daisoli in der Aldeia Taiblor (Suco Bandudato), westlich das Dorf Tuan in der Aldeia Eralolo (Suco Lahae).
In Elkotu steht ein Wassertank.